# Mouse Davis
Darrell „Mouse” Davis (Palouse, Washington, 1932. szeptember 6. –) amerikai amerikaifutball-játékos és -edző, 2009–2010-ben a Hawaii Rainbow Warriors wide receivereinek edzője. 1975 és 1980 között a Portland State Vikings vezetőedzője volt.

## Fiatalkora
Az oregoni Independence-ben nőtt fel. Becenevét („Egér”) bátyjától kapta; 158 centiméteres magassága ellenére több sportágban is kiváló volt. 1955-ben szerzett diplomát az Oregoni Tanárképző Főiskolán (ma Nyugat-oregoni Egyetem), ahol az amerikaifutball- baseball- és kosárlabdacsapatok játékosa volt.

## Pályafutása
Az 1960-as és 1970-es években előszeretettel alkalmazta a Glenn „Tiger” Ellison Run & Shoot Football: Offense of the Future című könyvében leírt „futás és rúgás” stratégiát.
15 szezont töltött középiskolai csapatoknál. 1973-ban a Hillsborói Középiskola kijutott az állami bajnokságra; a csapat támadójátékával hét szezon támadóeredményét és 15 más rekordot is megdöntött.

### Egyetemi
1975 és 1980 között a Portland State Vikings amerikaifutball-vezetőedzője volt. Országosan háromszor vezették a pontranglistát, June Jones és Neil Lomax pedig megdöntötték a passzrekordot. Az NCAA II-es divíziójában húsz támadórekordot értek el.
1981-ben a California Golden Bears támadókoordinátora lett, de az 1–6-os eredményt követően változtatásokat terveztek a támadójátékban, ezért lemondott. 2004 és 2006 között a Hawaii Rainbow Warriorsnál egykori játékosa, June Jones helyettese volt, majd 2007-ben visszatért a Vikingshez. 2009. június 1-jén, 76 évesen nyugdíjba vonult, de 2010-ben újra a Rainbow Warriors helyettese lett.
1997-ben, az elsők között lett a Portlandi Állami Egyetem dicsőségcsarnokának tagja.

### Profi
1982-ben a Toronto Argonauts támadókoordinátora volt; passztechnikáját a csapat később is sikerrel alkalmazta. 1984-ben a Houston Gamblers munkatársa volt.
1985-ben a Denver Gold vezetőedzője lett; 1988-ban a St. Louis Lightning vezetőedzőjévé nevezték volna ki, de a liga felbomlott.
1991-ben a New York/New Jersey Knights vezetőedzője lett; első szezonjában divízióbajnokok, a másodikban másodikak lettek. 1993-ban a Toronto Argonauts helyettese volt.

## Eredményei vezetőedzőként
| Év                                          | Eredmény                                    |
| Portland State Vikings (NCAA II-es divízió) | Portland State Vikings (NCAA II-es divízió) |
| ------------------------------------------- | ------------------------------------------- |
| 1975                                        | 8–3                                         |
| 1976                                        | 8–3                                         |
| 1977                                        | 7–4                                         |
| Eredmény:                                   | 23–10                                       |
| Portland State Vikings (NCAA I-AA divízió)  |                                             |
| 1978                                        | 5–6                                         |
| 1979                                        | 6–5                                         |
| 1980                                        | 8–3                                         |
| Eredmény:                                   | 19–14                                       |
| Összesen:                                   | 42–24                                       |

## Fordítás
- Ez a szócikk részben vagy egészben  a   Mouse Davis című angol Wikipédia-szócikk ezen változatának fordításán alapul.  Az eredeti cikk szerkesztőit annak laptörténete sorolja fel. Ez a jelzés csupán a megfogalmazás eredetét és a szerzői jogokat jelzi, nem szolgál a cikkben szereplő információk forrásmegjelöléseként.